# Turismo em Vizianagaram
Vizianagaram é uma cidade no estado indiano de Andhra Pradesh . A cidade e sua região contêm características naturais, como praias ao longo da costa da Baía de Bengala, fortes históricos, templos e pontos de referência da própria cidade. O turismo do património é apoiado pela presença de fortes históricos. A Andhra Pradesh Tourism Development Corporation é o departamento de turismo do estado, responsável por manter, promover e desenvolver o setor de turismo.

## Iniciativas governamentais

### Concurso de fotografia
O Concurso de Fotografia é uma iniciativa do Departamento de Turismo de Andhra Pradesh, aberta a todos os nativos de Andhra Pradesh e Turistas ao Estado, para participação, para incentivar o turismo. Os participantes podem enviar suas fotografias originais relacionadas a Patrimônio, Cênico, Religioso, Cultural, Vida Selvagem ou qualquer outro setor de Turismo em Andhra Pradesh. Essas fotografias são usadas no site do Departamento de Turismo de Andhra Pradesh para promover o Turismo. Os participantes são incentivados a enviar, oferecendo prêmios todos os meses.

## Fortes e pontos de referência

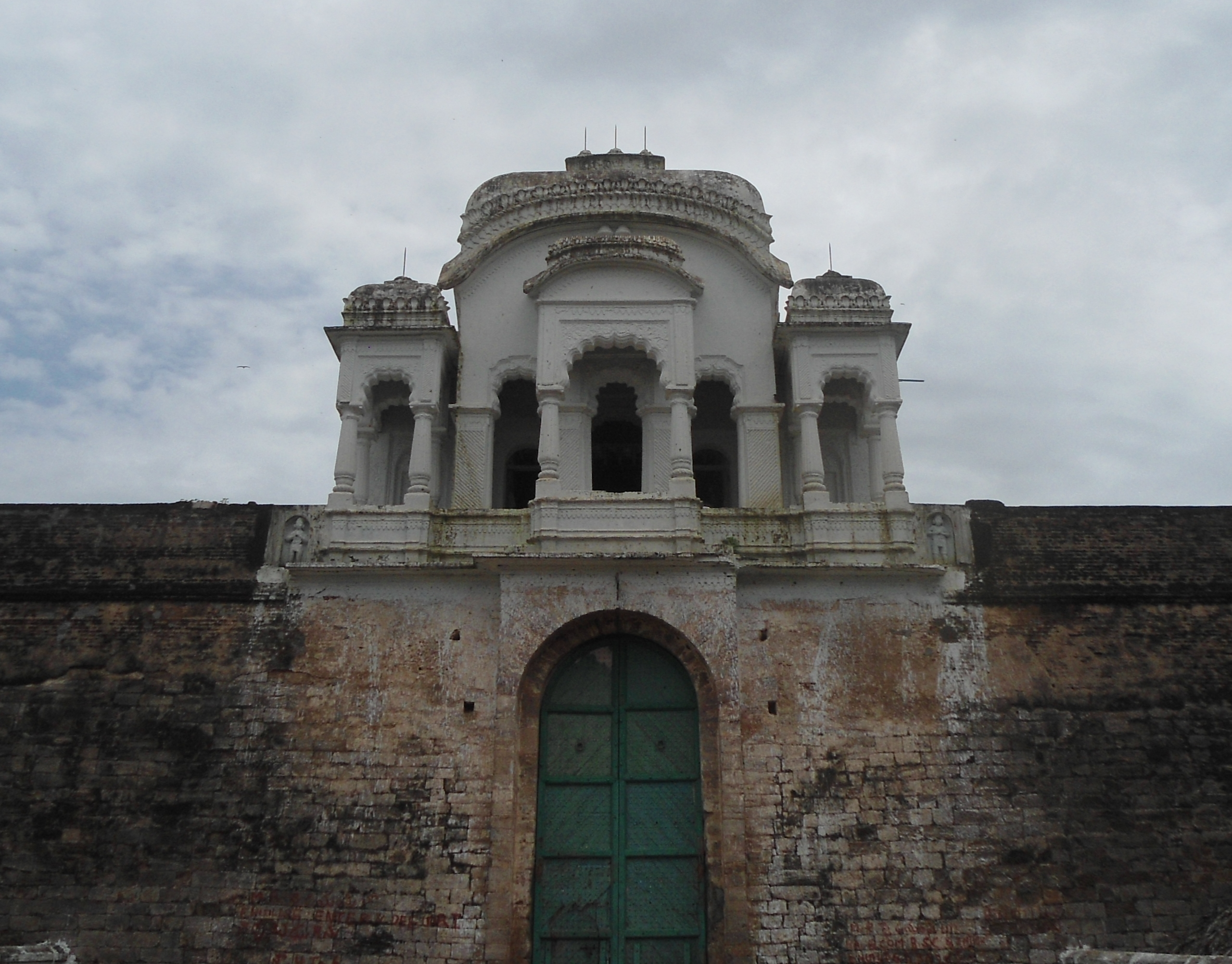
Entrada oeste do forte Vizianagaram em Andhra Pradesh

O forte de Bobbili está situado nesta antiga cidade de Bobbili . Está associado à histórica batalha de Bobbili entre os Raja de Bobbili e os Zamindar de Vizianagaram, que foram auxiliados pelos franceses. A feroz batalha também tem um impacto cultural significativo devido aos sacrifícios, bravura, coragem e coragem das pessoas envolvidas e, desde então, tornou-se um assunto do folclore que a estabeleceu como uma terra de heroísmo. O impressionante forte de Bobbili é um testemunho silencioso dessa batalha dura que viu o raja de Bobbili passar a vida lutando, em vez de se render.
- Forte Vizianagaram

## Templos

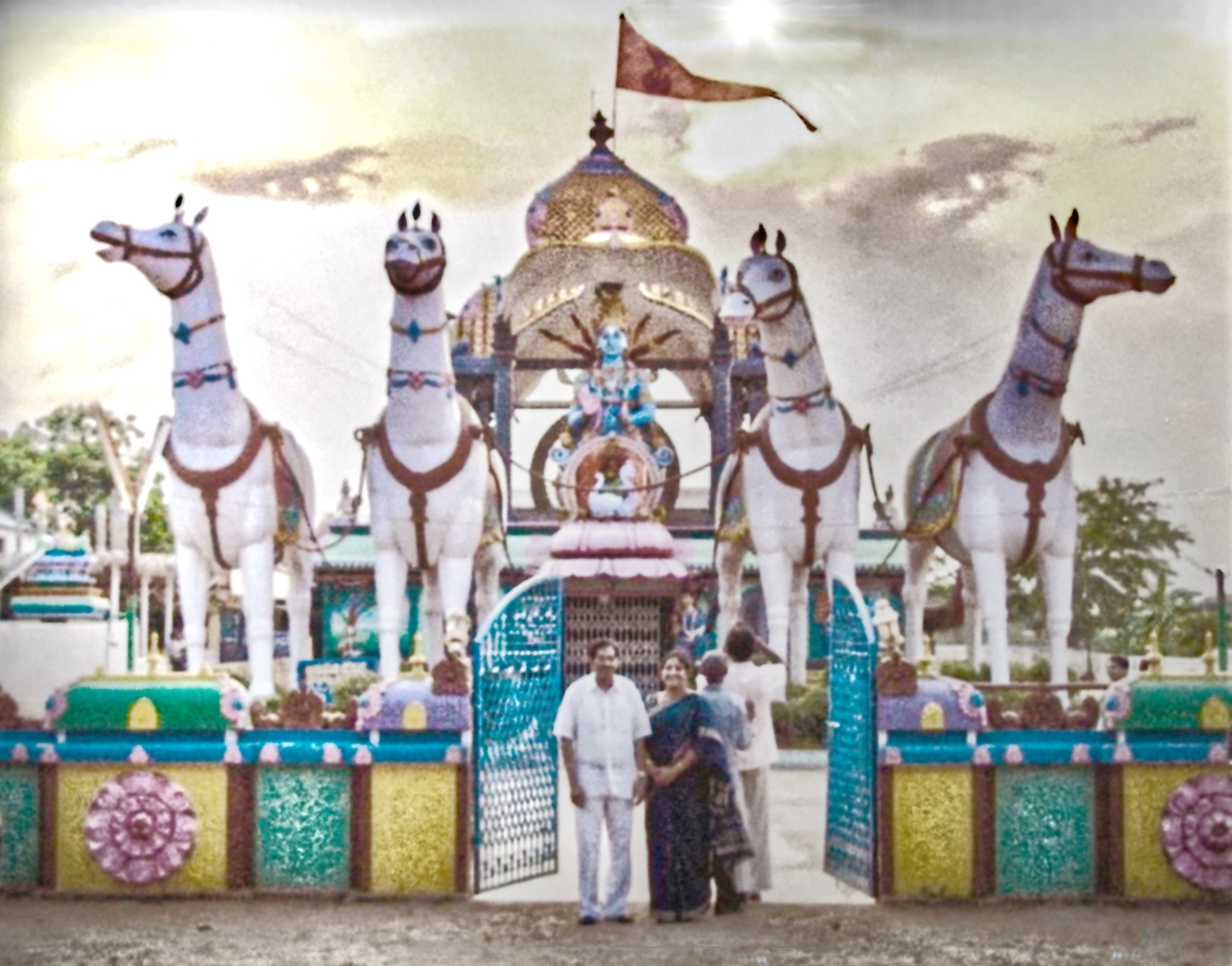
Entrada do Templo Govindapuram

Existem vários templos localizados em Vizianagaram.
- Templo de Govindapuram[4]
- Jami Vruksham[5]
- Templo de Kumili[6]
- Templo de Punyagiri[7]
- Templo de Pydithalli Ammavari[8]
- Ramatheertham[9] Ramatheertham é famoso pelo antigo templo de Ramachandra Swamy. Junto com as estátuas e ídolos de Ramachandra Swamy, podem ser vistos os ídolos de Sita, esposa de Ramachandra swamy, e Lakshamana, irmão de Ramachandra swamy, coberto de prata. Este templo atrai enormes multidões de devotos durante as épocas festivas de Sri Ramanavami e Vaikuntha Ekadasi.
- Templo de Venu Gopala Swamy[10]